# Den blå planet (film fra 1990)
 For alternative betydninger, se Den blå planet (flertydig). (Se også artikler, som begynder med Den blå planet)
Den blå planet er en amerikansk film fra 1990 af Ben Burtt.